# Raffaele Gentili
Raffaele Gentili (Roma, 1837 – Roma, 1867) è stato un compositore italiano.

## Biografia
È stato uno dei cosiddetti operisti minori dellOttocento.
Morto giovanissimo a causa di un'epidemia di colera, fu autore delle musiche di tre opere liriche (a quanto pare apprezzate dal pubblico del suo tempo, secondo la fonte biografica costituita dallo storico della musica Carlo Schmidl): 
- Stefania, melodramma tragico in tre parti diviso in quattro atti, su libretto di Leopoldo Farnese, dato al teatro Apollo di Roma nell'autunno 1860[2];
- Werther, melodramma tragico in tre atti su libretto di Leopoldo Farnese, rappresentato per la prima volta nel 1862 al teatro Argentina; successivamente al Regio teatro alla Canobbiana, nell'autunno 1864[3];
- Rosmunda (o Rosamonda), tragedia lirica in quattro atti su testo di Marco Marcelliano Marcello, anch'essa messa in scena in prima rappresentazione all'Argentina per la stagione del carnevale 1867, anno della morte del compositore[4].